# Miko (koffiebrander)
Miko N.V. is een in Turnhout gevestigde en op Euronext beursgenoteerde Belgische koffiebranderij. 

## Geschiedenis
De geschiedenis van het bedrijf start in 1801 in Breda toen de familie Michielsen een handel in koloniale goederen startte. Een eeuw later trok Jan Michielsen naar Turnhout en startte er een koffiebranderij. Zoon Frans Michielsen nam het bedrijf met een handvol personeelsleden in 1930 over van zijn vader, en vormde het in 1937 om tot een naamloze vennootschap. In 1997 trok Miko naar de beurs.
Begin 2024 kwam een eigen windturbine operationeel op de nieuwe site langs de E34 in Turnhout. Die wordt het hart van een nieuwe branderij die de eerste koffiebranderij ter wereld wordt die koffie brandt op basis van windenergie.
In augustus 2025 verkreeg Miko de bouwvergunning voor de nieuwe fabriekshal.